# 1923 (serie de televisión)
1923 es una serie de televisión web estadounidense de drama criminal y western creada por Taylor Sheridan, para el servicio de streaming Paramount+. Se encuadra en el universo de la serie Yellowstone (2018- actualidad). Cronológicamente se sitúa después de 1883  (2021) y antes de Yellowstone. Se estrenó el 18 de diciembre de 2022 y fue renovada por una segunda temporada en febrero de 2023, la cual se estrenó el 23 de febrero de 2025.

## Sinopsis
La serie sigue a una generación de la familia Dutton en 1923, durante una época de varias dificultades, incluida la ley seca, la sequía y las primeras etapas de la Gran Depresión, que afectó a Montana mucho antes del Crac del 29.

## Elenco y personajes

### Protagonistas
- Helen Mirren como Cara Dutton, esposa de Jacob Dutton y matriarca de la familia Dutton.[4]
- Harrison Ford como Jacob Dutton, patriarca de la familia Dutton y hermano mayor de James Dutton.
- Brandon Sklenar como Spencer Dutton, hijo de James y Margaret Dutton.[5]
- Julia Schlaepfer como Alexandra “Alex” Dutton, conocida como Alexandra de Sussex, es un exmiembro de la Familia Real Británica que ostentaba el título de Condesa de Sussex. Casada con Spencer Dutton.
- Jerome Flynn como Banner Creighton, un pastor de ovejas escocés rival de la familia Dutton.[6]
- Darren Mann como Jack Dutton, hijo de John Dutton y nieto de James Dutton.
- Isabel May como narradora, Elsa Dutton.
- Aminah Nieves como Teonna Rainwater, una joven india americana rebelde que fue separada de su familia e ingresada en un internado indio para niñas dirigido por la Iglesia Católica.
- Michelle Randolph como Elizabeth "Liz" Strafford, prometida de Jack Dutton.
- Timothy Dalton como Donald Whitfield, un magnate de los negocios, rico y poderoso, acostumbrado a conseguir lo que quiere.[7]

### Recurrentes
- Robert Patrick como Sheriff William McDowell, sheriff de Gallatin County y amigo de la familia.[8]
- Jennifer Ehle como Hermana Mary, una monja despiadada y abusiva que enseña en un internado católico para indios americanos, que a menudo entra en conflicto con Teonna.[9]
- Sebastian Roché como padre Renaud, un cura abusivo del internado.
- Marley Shelton como Emma Dutton, mujer de John Dutton Sr. y madre de Jack Dutton.
- Leenah Robinson como Baapuxti, un estudiante indio americano en el internado católico y primo de Teonna.[10]
- Caleb Martin como Dennis, trabajador de la familia Dutton.
- Brian Konowal como Clyde / Clive, un pastor escocés, asociado desde hace mucho tiempo de Creighton y ex oficial de policía de Chicago que trabaja como espía para Whitfield.
- Michael Greyeyes como Hank Plenty Clouds, un pastor Cuervo de la Reserva Broken Rock que se encuentra con Teonna mientras huye.

### Invitados
- James Badge Dale como John Dutton Sr., el hijo mayor de James y Margaret Dutton.
- Kerry O'Malley como hermana Alice.
- Tim DeKay como Bob Strafford, padre de Elizabeth.
- Nick Boraine como Richard Holland.
- Bruce Davison como príncipe Arturo.[11]
- Michael Spears como Runs His Horse, jefe de Broken Rock Reservation, padre de Teonna.
- Amelia Rico como Issaxche Rainwater.
- Jo Ellen Pellman como Jennifer, amiga de Alexandra.
- Colin Moss como Charles Hardin, un británico colono que supervisa la construcción de la línea del ferrocarril.
- Jessalyn Gilsig como Beverly Strafford, madre de Elizabeth.

## Episodios
| Temporada | Temporada | Episodios | Episodios | Emisión original        | Emisión original      |
| Temporada | Temporada | Episodios | Episodios | Primera emisión         | Última emisión        |
| --------- | --------- | --------- | --------- | ----------------------- | --------------------- |
|           | 1         | 8         | 8         | 18 de diciembre de 2022 | 26 de febrero de 2023 |
|           | 2         | 7         | 7         | 23 de febrero de 2025   | 6 de abril de 2025    |

### Primera temporada (2022–23)
| N.º en serie | N.º en temp. | Título                        | Dirigido por   | Escrito por     | Fecha de emisión original |
| ------------ | ------------ | ----------------------------- | -------------- | --------------- | ------------------------- |
| 1            | 1            | «1923»                        | Ben Richardson | Taylor Sheridan | 18 de diciembre de 2022   |
| 2            | 2            | «Nature's Empty Throne»       | Ben Richardson | Taylor Sheridan | 25 de diciembre de 2022   |
| 3            | 3            | «The War Has Come Home»       | Ben Richardson | Taylor Sheridan | 1 de enero de 2023        |
| 4            | 4            | «War and the Turquoise Tide»  | Ben Richardson | Taylor Sheridan | 8 de enero de 2023        |
| 5            | 5            | «Ghost of Zebrina»            | Guy Ferland    | Taylor Sheridan | 5 de febrero de 2023      |
| 6            | 6            | «One Ocean Closer to Destiny» | Guy Ferland    | Taylor Sheridan | 12 de febrero de 2023     |
| 7            | 7            | «The Rule of Five Hundred»    | Ben Richardson | Taylor Sheridan | 19 de febrero de 2023     |
| 8            | 8            | «Nothing Left to Lose»        | Ben Richardson | Taylor Sheridan | 26 de febrero de 2023     |

### Segunda temporada (2025)
| N.º en serie | N.º en temp. | Título                           | Dirigido por   | Escrito por     | Fecha de emisión original |
| ------------ | ------------ | -------------------------------- | -------------- | --------------- | ------------------------- |
| 9            | 1            | «The Killing Season»             | Ben Richardson | Taylor Sheridan | 23 de febrero de 2025     |
| 10           | 2            | «The Rapist is Winter»           | Ben Richardson | Taylor Sheridan | 2 de marzo de 2025        |
| 11           | 3            | «Wrap Thee in Terror»            | Ben Richardson | Taylor Sheridan | 9 de marzo de 2025        |
| 12           | 4            | «Journey the Rivers of Iron»     | Ben Richardson | Taylor Sheridan | 16 de marzo de 2025       |
| 13           | 5            | «Only Gunshots to Guide Us»      | Ben Richardson | Taylor Sheridan | 23 de marzo de 2025       |
| 14           | 6            | «The Mountain Teeth of Monsters» | Ben Richardson | Taylor Sheridan | 30 de marzo de 2025       |
| 15           | 7            | «A Dream and a Memory»           | Ben Richardson | Taylor Sheridan | 6 de abril de 2025        |

## Producción

### Desarrollo
En febrero de 2022, Paramount anunció que iba a producir una segunda serie precuela de Yellowstone titulada 1932 que sucedería cronológicamente a  1883. En junio de ese año, el título pasó a ser 1923. En diciembre de 2022, Taylor Sheridan explicó: "Nadie ha tenido la libertad que he tenido desde que Robert Evans dirige Paramount" y discutió el costo de producción de 1923: "Yo diría que 1883 fue la primera temporada más cara de un programa de televisión jamás realizado. Esto era mucho más caro. Mucho más caro". En febrero de 2023, Paramount+ renovó la serie para una segunda temporada.

### Rodaje
La preproducción comenzó en Butte, Montana en julio de 2022. El rodaje estaba programado para comenzar el 22 de agosto, también en Butte, ya que esa ciudad era la sustituta de Bozeman, Montana. La fotografía principal tuvo lugar en Montana, con muchas escenas ambientadas en la misma y filmadas en los mismos lugares que Yellowstone. Se filmaron escenas adicionales en Kenia, Malta, Sudáfrica y Tanzania. Algunas de las escenas que tienen lugar en el trasatlántico RMS Majestic, en realidad fueron filmadas en el RMS Queen Mary, que actualmente es un hotel flotante, atracado en Long Beach, California.
Tras la renovación de la segunda temporada, el rodaje de la misma se ha retrasado de forma indefinda por la huelga del Sindicato de guionistas que se inició en junio de 2023.

### Casting
En mayo de 2022, Helen Mirren y Harrison Ford fueron elegidos como protagonistas y en septiembre de 2022, se agregaron al elenco Sebastian Roché, James Badge Dale, Darren Mann, Marley Shelton, Michelle Randolph, Brian Geraghty, Aminah Nieves y Julia Schlaepfer.